# 鶴見駅中距離電車停車等推進期成会
鶴見駅中距離電車停車等推進期成会（つるみえきちゅうきょりでんしゃていしゃとうすいしんきせいかい）は、神奈川県横浜市鶴見区が設立した鶴見駅への中距離電車（東海道線・横須賀線・湘南新宿ライン・相鉄線直通列車）の停車を要望する市民団体である。本項目では、同会の概要および活動について記す。

## 歴史
- 2014年（平成26年）9月19日： 鶴見駅中距離電車停車等推進期成会（期成会）が設立[2]。
- 2015年（平成27年）
  - 2月20日： 期成会がJR東日本に「中距離電車停車などについての要望書」を提出[3]。
  - 10月8日： 期成会が横浜市に「要望書」を提出[4]。
- 2016年（平成28年）
  - 3月24日： 期成会がJR東日本に「神奈川東部方面線（相鉄・JR直通線）の鶴見駅停車などを盛り込んだ要望書」を提出[5]。
  - 7月19日： 横浜市が、鶴見駅プラットホーム設定に関する費用対効果が公共事業などの実施判断基準となる1.0を超えたと発表[6]。
- 2017年（平成29年）3月16日： 期成会がJR東日本に「神奈川東部方面線（相鉄・JR直通線）の鶴見駅停車などを盛り込んだ要望書」を提出[7]。
- 2018年（平成30年）7月19日： JR東日本から、請願駅としての設置となる旨とJR貨物との協議が必要である旨の回答を得る[8]。
- 2019年（令和元年）11月30日： 相鉄・JR直通線開業に伴い、武蔵小杉駅 - 羽沢横浜国大駅間に旅客列車（相鉄線直通列車）が運行されるも、鶴見駅は通過となる。
- 2020年（令和2年）
  - 6月18日：「鶴見駅への中距離電車停車」と「公共交通ネットワークの利便性・安全性向上」をJR東日本に要望[9]。
  - 9月24日： 総会を開催。駅施設計画では、ホーム上の混雑度の高さや幅員に課題があることが報告される[10]。
- 2021年（令和3年）
  - 3月24日：神奈川東部方面線（相鉄・JR直通線）の鶴見駅停車を含めた要望書をJR東日本に提出[11]。その他、鶴見駅等の利便性向上の検討をJR東日本に求めた。

- 2022年（令和4年）
  - 3月14日：前年度に引き続き、鶴見駅停車等を含めた要望書をJR東日本に提出[12]。
- 2023年（令和5年）
  - 3月13日：前年度に引き続き、鶴見駅停車等を含めた要望書をJR東日本に提出[13]。

## 概要
鶴見駅は京浜工業地帯の中央部に位置し、JR東日本の様々な路線が結線する横浜市有数のジャンクション駅である。東海道線・鶴見線・横須賀線・南武線（支線）の計4路線に加えて、JR貨物の貨物路線が乗り入れている。しかし、これだけ多くの路線が集中しているにもかかわらず、旅客が利用できる系統は京浜東北線と鶴見線のみであり、速達性の高い東海道線や横須賀線などは、鶴見駅にプラットホームが設置されていないため、旅客利用することができない。
また、鶴見区の人口は年々増加し、鶴見駅の乗車人数が市内JR在来線で4番目に位置する高需要駅となっていることから、東京都心方面へのアクセス性向上が鶴見駅利用者の長年の悲願となっていた。これを受けて、主に中距離電車（東海道線、横須賀線、湘南新宿ライン、相鉄線直通列車）の鶴見駅停車を要望する団体として、2014年に期成会が設立された。2019年時点では、主に相鉄線直通列車の鶴見駅停車に焦点を絞って活動を続けている。

## 要望
2019年に開業した相鉄線直通列車を鶴見駅に停車させることを目的として、JR東日本に鶴見駅への相鉄線直通列車用プラットホームの設置を要望している。

鶴見駅から分岐する各種路線
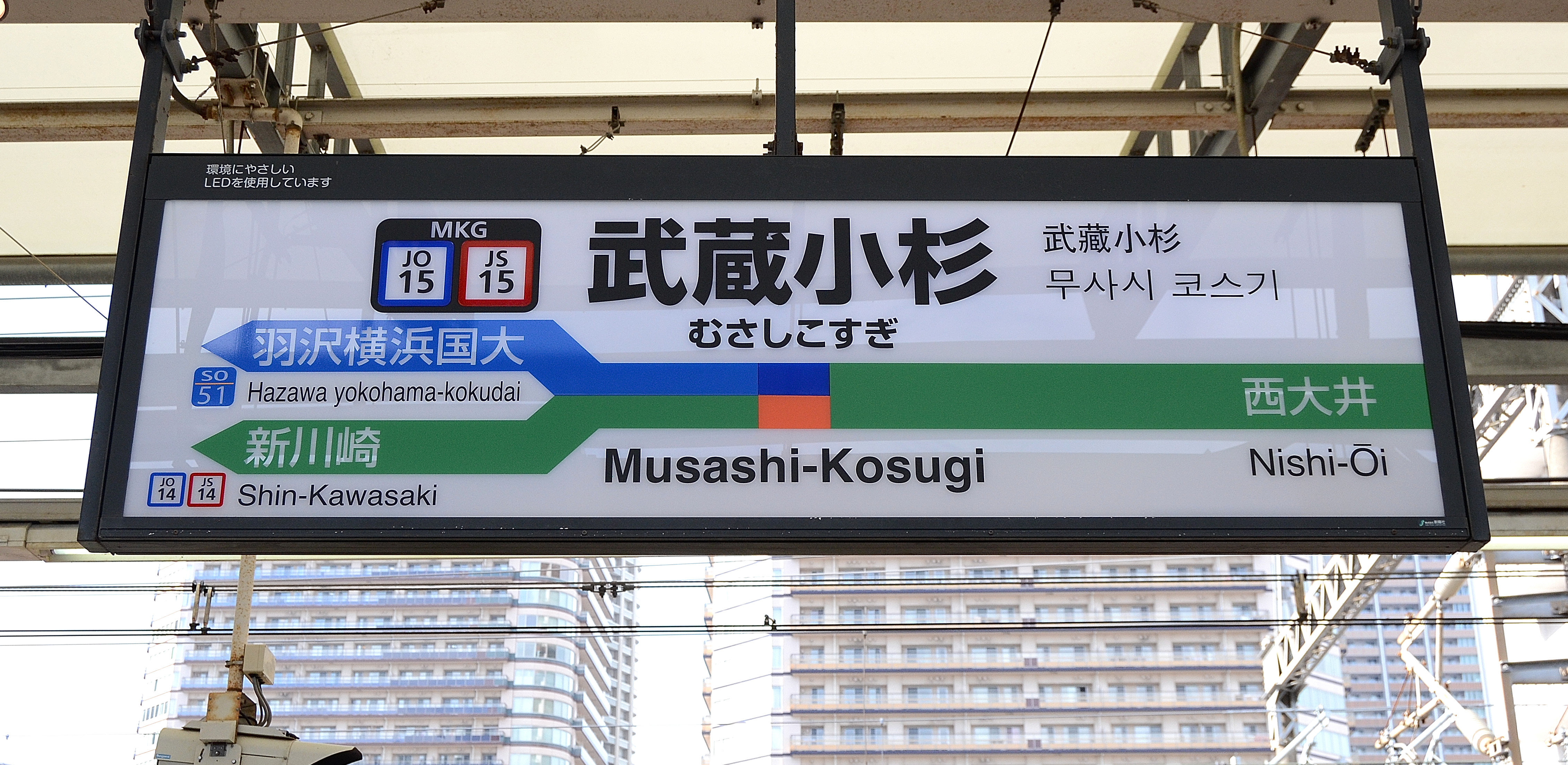
武蔵小杉駅の次は鶴見駅を通過して羽沢横浜国大駅に停車する（画像左上の相鉄線直通列車）

## 効果
武蔵小杉駅 - 羽沢横浜国大駅間の距離は17.6 kmで、所要時間は15分であり、東京の電車特定区間で最長の駅間となっている。この中間地点に旅客営業駅を設置することで、鉄道施設の効率的な活用と乗客分散が期待できる。また、相鉄線から都心方面へのアクセスには、横浜駅を経由するルートと相鉄線直通列車を使用する2通りのルートがあるが、前者の乗客が鶴見駅で乗り換えを行うことで、横浜駅の混雑を緩和する効果がある。鶴見駅へのプラットホーム設置による代表的な効果を下記に挙げる。
- 鶴見駅から新宿・渋谷方面（武蔵小杉駅 - 渋谷駅 - 新宿駅方面）への速達性向上
- 鶴見駅から横浜市中央部（羽沢横浜国大駅 - 二俣川駅 - 海老名駅方面）への速達性向上
- 羽沢横浜国大駅から東京方面（川崎駅 - 品川駅 - 東京駅方面）への速達性向上
- 武蔵小杉駅 - 羽沢横浜国大駅間が2区間に分割され、結節点に旅客駅が設けられることで、輸送障害発生時のトラブル対応が柔軟になる
- 横浜駅におけるラッシュ時の混雑緩和（相鉄線からJR線都心方面への乗客の分散が期待できる）
- 相鉄線直通列車と鶴見線の乗換駅が新設されることによる利便性向上

## 課題
鶴見駅には多数の鉄道路線が集中しているため、現状ではプラットホームを新設する土地を確保できない。そのため、既存設備を改修してホームの設置空間を捻出する必要があるが、24時間運行している貨物列車のダイヤへ影響を与えずに施工時間を確保することが大きな課題となっている。横浜市が2014年頃に行った見積もりでは、プラットホームを設置するための土地確保が物理的には可能であると結論付けたものの、工期が12 - 14年と長期に渡ると予想されている。
また、180 - 200億円と試算された工事費用の捻出も課題となっている。このような地元の要望に基づく請願駅の場合、本駅近隣の武蔵小杉駅や東戸塚駅の例の様に、地元自治体による負担が原則となる。神奈川県・横浜市・鶴見区・JR東日本間でのさらなる協議が必要とされているが、予算捻出に関する具体的な情報は、2019年時点で開示されていない。